# Arlindo Francisco Nogueira
Arlindo Francisco Nogueira (Valença do Piauí, 02 de dezembro de 1853 — Teresina, 19 de outubro de 1917) foi um político brasileiro.

## Biografia
Formou-se em direito na Faculdade de Direito do Recife em 1877. Logo após concluir o curso foi nomeado promotor público em Valença e em 1879 foi transferido para a cidade de Parnaíba, onde exerceu o mesmo cargo até 1884. Nesse ano tornou-se juiz municipal em Alenquer no Pará. Em 1887 retornou ao Piauí e assumiu a promotoria pública de Amarante até 1889, quando foi nomeado juiz municipal de Valença por dois anos. Exerceu a mesma função em Campo Maior, em 1891, e em Picos, em 1892. Retornou a Valença e aí também foi juiz municipal entre os anos de 1892 e 1896. Foi nomeado procurador geral do estado do Piauí junto ao Tribunal de Justiça e ocupou o cargo de 1896 a 1904. 
Iniciou sua vida política durante o governo estadual de Raimundo Artur de Vasconcelos, quando foi secretário de polícia. Eleito deputado federal pelo do Piauí, assumiu o mandato em maio de 1900, mas renunciou por ter sido eleito governador do estado. Tomou posse em 1º de julho e teve seu governo marcado por uma grave seca que atingiu a Região Nordeste. Deu início ao serviço de abastecimento de água de Teresina e promoveu reformas no ensino público. Em 1º de julho de 1904 transferiu o governo ao sucessor Álvaro de Assis Osório Mendes, e no ano seguinte elegeu-se novamente deputado federal. Com sucessivas reeleições, ocupou uma cadeira na Câmara até 1908.
Faleceu na cidade de Teresina em 19 de outubro de 1917.